# Филиппов, Дмитрий Дмитриевич
Дмитрий Дмитриевич Филиппов (род. 6 мая 1975, Мурманск) — глава города Мурманска (2016—2018), министр промышленности Мурманской области (2018—2019), вице-губернатор Мурманской области (2019—2021). 

## Биография
Дмитрий Дмитриевич родился 6 мая 1975 года в городе Мурманске.
Прошёл обучение в Федеральном государственном образовательном учреждении среднего профессионального образования «Мурманский морской рыбопромышленный колледж имени И.И. Месяцева», позже успешно окончил обучение в Международном институте экономики и права, также закончил обучение в аспирантуре Мурманского гуманитарного института.
Свою трудовую деятельность Дмитрий Филиппов начал на промысловых судах в Мурманской области. В 1997 году поступил служить в правоохранительные органы. Службу проходил на различных должностях в налоговой полиции, а также в Федеральной службе по контролю за оборотом наркотических средств. В 2008 году в звании майора уволился со службы.
В дальнейшем работал на руководящих должностях на предприятиях города Мурманска.
В сентябре 2014 года на муниципальных выборах был избран в Совет депутатов города Мурманска V созыва по партийному списку партии «Единая Россия». Стал членом фракции «Единая Россия» в городском Совете депутатов.
20 декабря 2016 года его кандидатура большинством голосов депутатов городского Совета Мурманска была поддержана на должность председателя Совета депутатов, главы муниципального образования город Мурманск. С 26 декабря 2016 года по 20 сентября 2018 года работал в должности Главы муниципального образования город Мурманск.
С 28 сентября 2018 года работал в должности министра развития промышленности и предпринимательства Мурманской области. В 2019 году был назначен на должность вице-губернатора Мурманской области. В этой должности проработал до 28 марта 2021 года. В правительстве региона курировал проект "Наша рыба", туризм, комитет по обеспечению безопасности населения, минприроды.

## Семья
Женат. Воспитывает троих дочерей.

## Увлечение
Коллекционировать редкие виды кроссовок, а также картонные подставки под пиво или бирдекели. Увлекается кикбоксингом и горными лыжами. 